# Chanaleilles
Chanaleilles är en kommun i departementet Haute-Loire i regionen Auvergne-Rhône-Alpes i centrala Frankrike. Kommunen ligger i kantonen Saugues som tillhör arrondissementet Brioude. År 2022 hade Chanaleilles 173 invånare.

## Befolkningsutveckling
Antalet invånare i kommunen Chanaleilles
| Referens: INSEE |